# Tom Dwan
Tom Dwan (Edison, 30 juli 1986) is een Amerikaans professioneel pokerspeler. Hij is voornamelijk actief in cashgames met de hoogste limieten, zowel in accommodaties waar hij lijfelijk aanwezig is als online onder het pseudoniem durrrr. Hij is in actie te zien in televisieprogramma's als Poker After Dark (seizoen vier tot en met zeven), het vijfde en zesde seizoen van High Stakes Poker en het naar hem vernoemde Full Tilt Poker Durrrr Million Dollar Challenge. Dwan werd in november 2009 opgenomen in het door Full Tilt Poker gesponsorde Team Full Tilt.

## Modus operandi
Dwan speelt voornamelijk Omaha High en Texas Hold 'em. Zijn speelstijl kenmerkt zich als extreem agressief, meer nog dan daarvoor eveneens bekendstaande spelers als Phil Ivey en Gus Hansen. Hij zet in en verhoogt de inzet met praktisch elke soort hand om tegenstanders zo zwaar mogelijk onder druk te zetten. Daardoor wint hij niet zelden potten met de slechtste hand, doordat zijn tegenstanders hun kaarten weggooien. Door zijn speelstijl ondergaat Dwan regelmatig enorme swings: zijn bankrekening neemt soms in korte tijd met miljoenen dollars af of toe.
Dwan studeerde aan de Universiteit van Boston, maar schreef zichzelf uit om zich voltijd met poker bezig te gaan houden.

## Toernooien
Hoewel Dwan zich voornamelijk richt op internet- en cashgames, haalde hij ook in live-toernooien een aantal resultaten. Zo won hij de $50.000 Week 4 - Idol van het televisieprogramma Poker After Dark VII (goed voor $300.000,-) en had hij op een haar na zijn eerste World Series of Poker-titel binnen toen hij in 2010 tweede werd in het $1.500 No Limit Hold'em-toernooi, achter Simon Watt. Dwan hield aan zijn tweede plaats $381.885,- over.
Daarnaast werd hij:
- vierde in het World Poker Tour $9.700 No Limit Hold'em - Championship Event van de 2007 World Poker Finals (goed voor $324.244,-)
- tweede in het A$ 3.000 Pot Limit Omaha-toernooi van het 2008 Aussie Millions Poker Championship ($90.716,)
- tweede in de $5.000 No Limit Hold'em 2008 Borgata Winter Open ($226.100,-)

en
- negende in het WPT 25.000 No Limit Hold'em - Championship Event van de Sixth Annual Five Star World Poker Classic ($184.760,-)[1]